# Tom Brevoort
 (octobre 2017).
Si vous disposez d'ouvrages ou d'articles de référence ou si vous connaissez des sites web de qualité traitant du thème abordé ici, merci de compléter l'article en donnant les références utiles à sa vérifiabilité et en les liant à la section « Notes et références ».
Pour les articles homonymes, voir Brevoort.
Tom Brevoort (né en 1967 aux États-Unis) est un scénariste et éditeur de comics américain.

## Biographie
Il est connu pour ses scénarios de titres de Marvel Comics : Deathlok (1990-1994), Secret Defenders (1994-1995), Fantastic Force (1994-1996), Spider-Man, The Untold Legend of Captain Marvel (1997).
En 2007, il a  le titre de Executive Editor de Marvel et est responsable de plusieurs titres dont :
- New Avengers
- Civil War
- Beyond Vol #1-6
- Captain America
- Fantastic Four
- ClanDestine
- Friendly Neighborhood Spider-Man
- Heroes Reborn Ashema
- House of M...

## Publications
- The Untold Legend of Captain Marvel, 1997 (avec Mike Kanterovich et Scott Kolins)

### Créations
- Secret Defenders (1994) (cocréateur avec Mike Kanterovich & Bill Wylie)
- Bill & Ted's Excellent Comic Book (1992) (cocréateur avec Mike Kanterovich, Steve Buccellato & Evan Dorkin)
- Sleepwalker (1993) (cocréateur avec Mike Kanterovich)
- Fantastic Force (1994) (cocréateur avec Dante Bastianoni)
- Lancer (Samantha Dunbar)
- Joshua Pryce de The Cognoscenti (comics)